# Prefect (Romeinse Curie)
Een prefect is binnen de Romeinse Curie de titel van verschillende hoge functionarissen:
- De leidinggevenden van de Prefectuur voor de Pauselijke Huishouding worden prefect genoemd.
- De leidinggevenden van de dicasterieën van de Romeinse Curie dragen de titel prefect.
- Een apostolisch prefect staat aan het hoofd van de apostolische delegatie in bepaalde missiegebieden.